# Hiroki Yoshimoto
 (avril 2016).
Hiroki Yoshimoto (吉本 大樹) est un pilote automobile japonais né le 2 septembre 1980.

## Carrière
- 1999 : Formule Japon Junior 1600
- 2000 : Formule Toyota
- 2001 : Championnat du Japon de Formule 3, Non classé
- 2002 : Championnat du Japon de Formule 3, 8e
- 2003 : Championnat du Japon de Formule 3, 10e
- 2004 : World Series by Nissan, 23e
  - Super GT
- 2005 : GP2 Series, 15e
- 2006 : GP2 Series, 14e
- 2007 : Formule Renault V6 Asia Championship, 14e
- 2008 : GP2 Asia Series, 9e